# Kõinastu
Kõinastu (Duits: in de middeleeuwen Drotzenholm, later Keinast) is een plaats in de Estlandse gemeente Saaremaa, provincie Saaremaa. De plaats heeft de status van dorp (Estisch: küla).
Tot in oktober 2017 lag de plaats in de gemeente Orissaare. In die maand ging Orissaare op in de fusiegemeente Saaremaa.

## Bevolking
Het dorp had 4 inwoners op 31 december 2011 en 6 inwoners op 31 december 2021.

## Ligging
Kõinastu is de enige plaats op het eiland Kõinastu laid (2,62 km² groot), dat tussen de eilanden Saaremaa en Muhu in ligt.

## Geschiedenis
Kõinastu werd in 1592 voor het eerst genoemd onder de naam Keneste Maz. Het eiland behoorde toen tot het landgoed van Maasi. Kort na 1750 kreeg Kõinastu zijn eigen landgoed.
In 1834 had Kõinastu nog 73 inwoners. Dat werden er geleidelijk minder. Na 1965 waren er perioden dat er niemand woonde. In de jaren 1977-1997 stond Kõinastu niet als zelfstandig dorp op de kaarten.